# Quickening (Angel)
Quickening conocido en América Latina como Resucitados y en España como Acelerando es el octavo episodio de la tercera temporada de la serie de televisión estadounidense Ángel. Escrito por Jeffrey Bell y dirigido por Skip Schoolnik. Se estrenó originalmente el 12 de noviembre de 2001.
En este episodio Ángel y la pandilla tratan de determinar que es exactamente el hijo de Darla, con W&H y un culto de vampiros pisándoles los talones. 

## Argumento
En Nueva York en el año 1764, Holtz junto a sus hombres rastrea a los vampiros Darla y Ángelus, sin imaginarse que los mismos visitan a su familia para acabarlos. Cuando Holtz regresa a su casa se encuentra con los cadáveres de su familia. Nueve años después, Holtz es contactado por un demonio interdimensional que le promete que lo ayudará a vengarse de los vampiros si le promete su lealtad incondicional. En el presente Holtz está aprendiendo sobre el día actual y le exige al demonio que lo trajo llevarlo hasta el paradero de Ángelus. El demonio que se hace llamar Sahjhan le explica que no espero doscientos años para que su plan sea arruinado por los impulsos del cazador y admite que necesita de su ayuda porque no puede exterminar al vampiro por su cuenta. Acto seguido lo lleva a un gimnasio donde se encuentran el resto de sus sirvientes quienes esperan las órdenes de Holtz.
En el Hyperion la pandilla comienza a discutir si el bebé de los vampiros es o no es una amenaza, pero Ángel se niega a dejar que su hijo sufra del cualquier daño antes o después de su nacimiento, aun cuando Darla no está de acuerdo. 
En Wolfram & Hart, Lilah y Gavin comienzan una nueva rivalidad cuando la primera es chantajeada por el último con un vídeo de Lilah y Ángel a punto de hacer el amor en la oficina de Wesley. Gavin revela que consiguió las imágenes por las cámaras que instaló en el hotel, pero cuando los dos se unen para ver lo que sucede con sus enemigos, se enteran muy sorprendidos al ver que Darla está embarazada por una noche de entrega con el mismo Ángel. Tratando de utilizar su más reciente descubrimientos ambos abogados le comentan todo a Linwood, un superior del despacho que se muestra interesado por los planes de los dos, pero también advierte que si la situación se sale de control, culpara de todo a Lilah por ser la única abogada disponible que trabajo en el alzamiento de la vampiresa Darla. Un espía dentro del despacho llamado Cyril, hace una llamada telefónica para llamar a su amo Tarfall y confirmarle que sus predicciones fueron correctas.     
La pandilla junto a una embarazada Darla llegan a un hospital y usan un aparato de ultrasonido con el que consiguen probar un evento sorprendente: el hijo de Darla y Ángel es varón. Antes de poder dejar el lugar, la pandilla es acorralada por la venida de un culto de vampiros que veneran al primer hijo de unos vampiros y tienen planeado matar a todos los presentes y usarlos como comida para el niño. Sin más elección que escapar, IA junto a Darla luchan por sus vidas en contra de los vampiros.
Lilah llama entre sus contactos a una brigada especial de fuerza y a un Doctor para ir tras Darla y capturar vivo al niño. No obstante llegan antes que la pandilla al hotel y son encontrados por Holtz quien sin el menor reparo los mata a todos. Convencidos de que Los Ángeles no es una ciudad segura mientras el hijo de Darla y Ángel no nazca, la pandilla idea un plan para escapar y Ángel se ofrece entrar al hotel por la puerta trasera para evadir al culto de vampiros. Al entrar el vampiro se lleva la gran sorpresa de encontrar al grupo de W&H muertos y a Holtz esperándolo. Mientras los demás esperan fuera del Hyperion, Darla comienza a dar a luz a su hijo.

## Elenco

### Principal
- David Boreanaz como Ángel.
- Charisma Carpenter como Cordelia Chase.
- Alexis Denisof como Wesley Wyndam-Pryce.
- J. Agust Richards como Charles Gunn.
- Amy Acker como Fred Burkle.

## Continuidad
- W&H se enteran del regreso de Darla y de su embarazo por unas cámaras puestas por Gavin Parks algunos episodios atrás.
- Linwood Murrow aparece por primera vez en la serie
- Darla regresa a Investigaciones Ángel para darle a Ángel la noticia de que va a ser padre.
- Se muestra el asesinato de la familia Holtz, el cual solo había sido mencionado antes (Heartthrob).
- Se ve a Lilah hablando con las telepatas que ayudaron a Holland a enterarse la traición de Lee Mercer.